# 穆薩納省
穆薩納省（阿拉伯语：‎）是伊拉克十九省之一，位於該國南部，鄰近沙烏地阿拉伯。面积51,740km²。首府薩馬沃。1976年以前是迪瓦尼耶省的一部分。
2006年7月13日，澳洲及日本駐軍把全省防務交還伊拉克方面。